# Научно-исследовательский институт молекулярной патологии
Научно-исследовательский институт молекулярной патологии (IMP) — биомедицинское научно-исследовательское учреждение, которое занимается «движимыми любопытством» фундаментальными исследованиями в области молекулярных биологических наук.
IMP расположен в Венском биоцентре в Вене, Австрия. В институте работают 270 человек из 40 стран мира, 200 из которых — ученые. Рабочий язык в IMP — английский. IMP был основан в 1985 г. и финансируется фармацевтической компанией «Boehringer Ingelheim» и грантами на научные исследования.

## Исследования

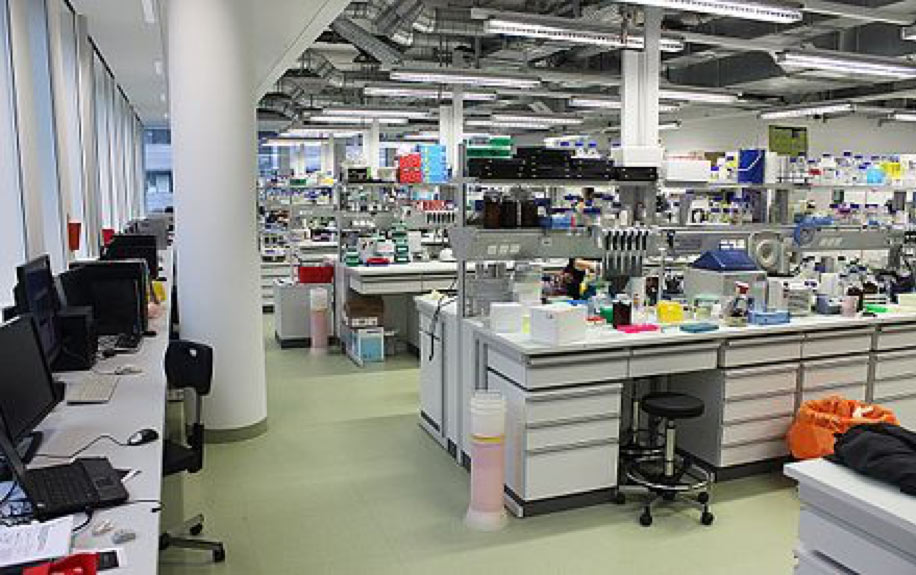
Лаборатория в IMP. В лаборатории работают до трех исследовательских групп одновременно, что позволяет им общаться и обмениваться информацией.

IMP включает в себя 15 независимых исследовательских групп, выполняющих фундаментальные биологические исследования в следующих областях:
- молекулярная и клеточная биология
- структурная биология и биохимия
- экспрессия генов и исследование хромосом
- биология стволовых клеток и биология развития
- иммунология и злокачественные опухоли
- нейробиология

#### Публикации, премии и награды
Научные работники IMP ежегодно публикуют от 60 до 90 статей в интернациональной специализированной прессе: с 1985 г. по 2017 г. было опубликовано более 2000 исследовательских работ. Начиная с 1985 г., было получено 93 патента на основании открытий, сделанных в институте. Подразделения IMP получило 17 грантов от Европейского исследовательского совета (ERC) после создания этой системы субсидирования в 2007 году; приблизительно две трети подразделений в IMP стали получателями грантов от Европейского исследовательского совета в 2018 году. С 1996 г. пятеро членов подразделений IMP получили премии Витгенштейна. Около трети научных работников являются избранными членами Европейской организации молекулярной биологии. В 2017 году Ким Нэсмит получил «Премию за прорыв» в биологических науках за работу над когезином, которую он проделал в IMP. Год спустя его бывшего докторанта из IMP Анжелику Амон наградили той же премией.

#### Материально-техническая база
IMP содержит комплекс собственного оборудования совместно с IMBA (Институт молекулярных биотехнологий), который обеспечивает поддержку и научно-исследовательские услуги ученым из IMP. Кроме того, четыре научно-исследовательских института Венского биоцентра поддерживают ряд сервисов совместного использования, которые называются «Профильные центры Венского биоцентра» (VBCF). Эти сервисы доступны всем ученым Венского биоцентра, включая сотрудников IMP.

## История
IMP был основан в 1985 году как совместное предприятие «Boehringer Ingelheim» и «Genentech». Под руководством Макса Бирнстила в 1988 году было открыто первое здание института.
В 1992 году три института факультетов науки и медицины Венского университета переехали в соседнее здание, сегодня — Max Perutz Labs Vienna. Это послужило основанием называть этот район «Венским биоцентром» (VBC).
В 1993-м «Берингер Ингельхайм» выкупила у «Генентек» акции IMP. С уходом Макса Бирнстила в 1997 году научным директором стал Ким Нэсмит.
В 2006 году в непосредственной близости от IMP были открыты два института Австрийской академии наук: Институт молекулярной биотехнологии (IMBA) и Институт Грегора Менделя (GMI). Три института тесно сотрудничают, поддерживая общую материально-техническую базу. В этом же году научным директором IMP стал Барри Диксон.
С 2013 года научным директором IMP является Ян-Михаэль Петерс. Позже, в 2016 году, IMP переехал в новое здание, которое было официально открыто 1-го марта 2017 г.

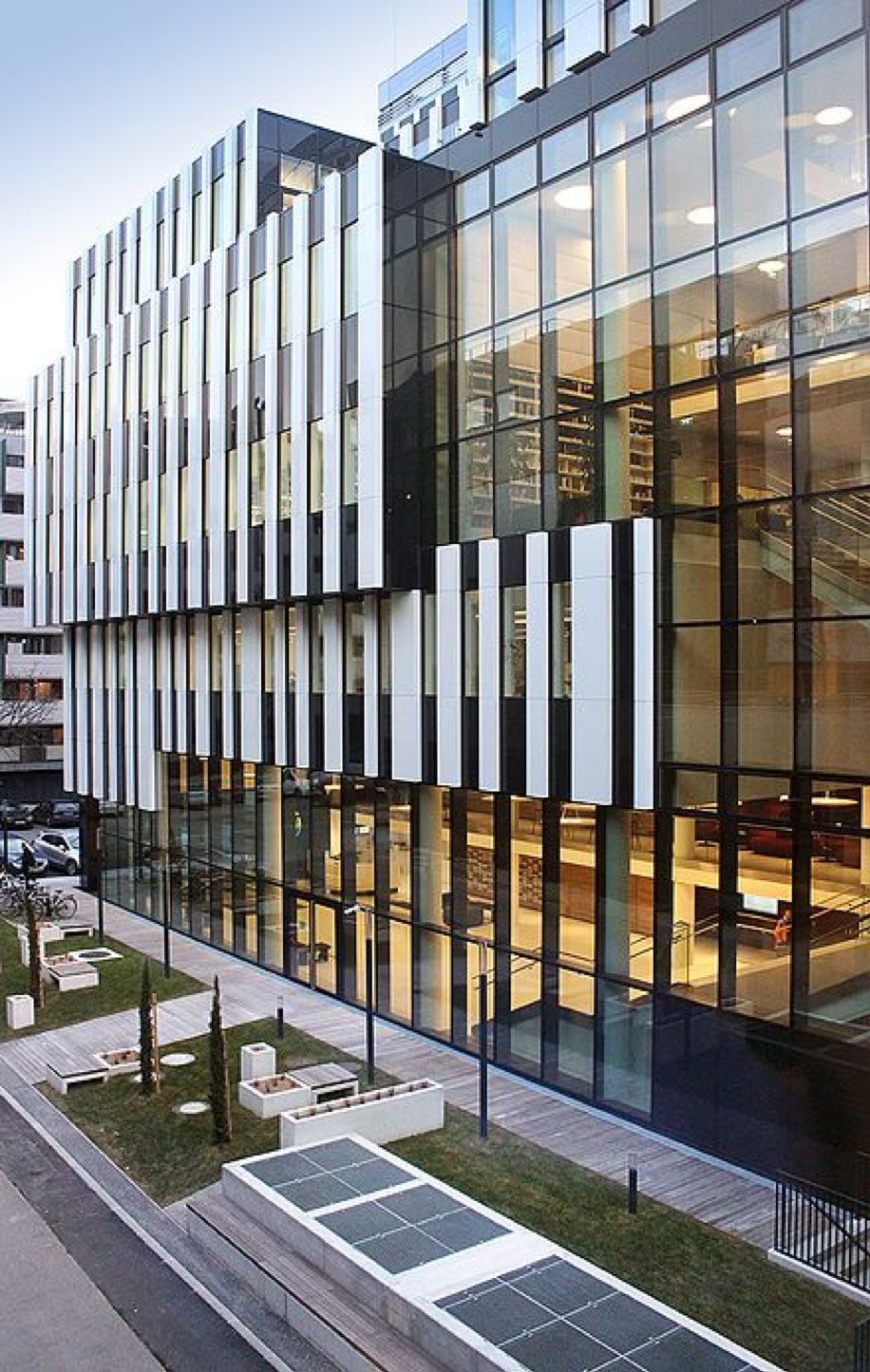
Научно-исследовательский институт молекулярной патологии (IMP), вид снаружи.

## Аспирантская программа
«VBC PhD Programme» — это международная программа подготовки кандидатов наук (PhD), проводимая четырьмя институтами Венского биоцентра (IMP, IMBA, GMI и MFPL). Прием в программу осуществляется на конкурсной основе и основан на официальной процедуре отбора. Отбор проходит дважды в год, 30 апреля и 15 ноября. Участие в программе является условием для защиты кандидатской в IMP.

## Здание

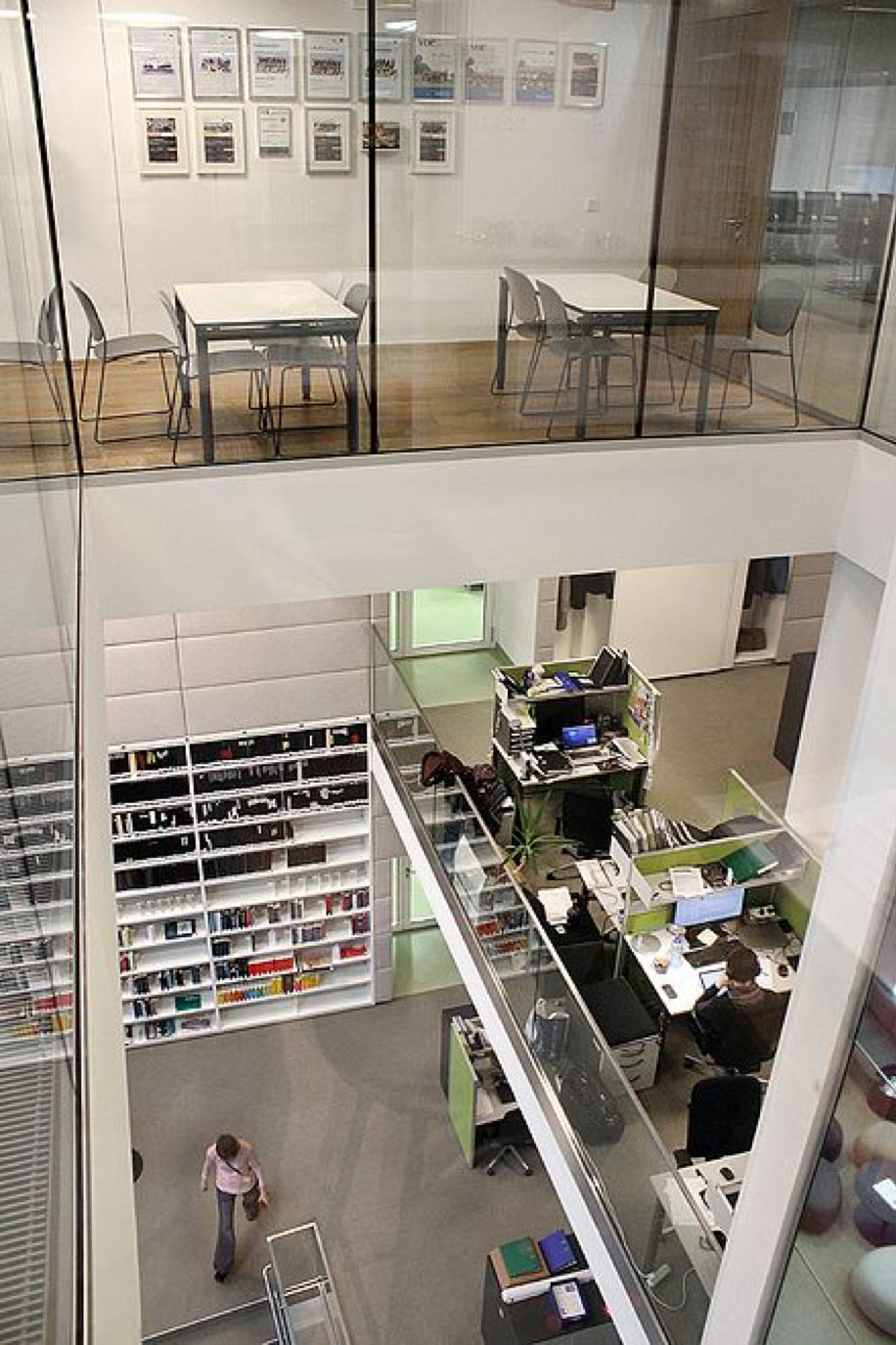
Разноуровневая архитектура смешивает различные этажи и функции нового здания IMP.

Нынешнее здание IMP по адресу Campus-Vienna-Biocenter 1 было открыто в 2017 году. Оно состоит из 15 000 квадратных метров общей площади и 8 000 квадратных метров полезной площади, распределенных по восьми уровням. В здании имеются 3000 квадратных метров для лабораторий и 2000 квадратных метров для офисов; его лекционный зал вмещает до 280 человек. В здании шесть залов для семинаров и технических помещений. Некоторые объекты, такие как кафетерий, а также научные службы, открыты для персонала из других подразделений Венского биоцентра, и здание IMP соединено мостом с соседним зданием Института молекулярной биотехнологии. Некоторые особенности здания напоминают о биологических исследованиях: полосы на фасаде должны напоминать полосы ДНК, как они выглядят при гель-электрофорезе; стеклянные поверхности центрального лифта покрыты дихроичной фольгой, которая также используется в фильтрах для световой микроскопии. Бюджет на этот проект в размере 52 миллионов евро выделил основной спонсор IMP «Boehringer Ingelheim».

## Научно-консультационный совет
Чтобы поддерживать высокий стандарт исследований, IMP использует процесс постоянного контроля и обратной связи. Научно-консультационный совет (SAB), состоящий из выдающихся ученых, собирается раз в год и обсуждает качество, значимость и основные направления исследований, проводимых в IMP. SAB возглавляет Лесли Воссхолл из Рокфеллеровского Университета. Другими его членами являются Анжелика Амон (Массачусетский технологический институт); Ханс Клеверс (Королевская академия наук и искусств Нидерландов); Михаэль Хойссер (Университетский колледж Лондона); Норберт Краут («Берингер Ингельхайм»); Дэн Литтман (Медицинский центр имени Лангона Нью-Йоркского университета); Руслан Меджитов (Школа медицины Йельского университета/Медицинский институт Говарда Хьюза); Том Рапопорт (Гарвардская медицинская школа); Дирк Шюбелер (Институт биомедицинских исследований имени Фридриха Мишера).

## Финансирование
Текущий бюджет IMP обеспечивает, в основном, «Берингер Ингельхайм». Поддержка предоставляется грантами, выданными отдельным ученым и проектам национальными и международными финансовыми агентствами, такими как Австрийский научный фонд (FWF), Австрийское федеральное агентство содействия научным исследованиям (FFG), Венский фонд науки и технологий (WWTF), Центр инноваций и технологий (ZIT), город Вена, федеральное правительство Австрии, программа «Рубежи науки о человеке» (HFSP) и Европейский союз (EU).

## Известные люди

#### Руководители групп
- Майнрад Бусслингер[англ.]: коммитирование стволовых клеток при кроветворении.
- Тим Клаузен[англ.]: молекулярные механизмы контроля качества белка.
- Ян-Михаэль Петерс[англ.]: митоз и исследование хромосом.
- Александр Штарк[англ.]: системная биология регуляторных мотивов и сетей — к пониманию экспрессии генов из последовательности ДНК.
- Элли Танака: молекулярные механизмы регенерации позвоночных.

#### Бывшие сотрудники
- Анжелика Амон, магистр/аспирант, 1989—1993 гг.
- Дениз Барлоу[англ.], руководитель группы, 1988—1996 гг.
- Хартмут Бойг[англ.], старший научный сотрудник 1988—2010 гг.
- Эдриан Бёрд, старший научный сотрудник 1987—1990 гг.
- Макс Бирнстил[англ.], директор 1989—1996 гг.
- Барри Диксон[англ.], руководитель группы 1998—2002 гг.; директор 2006—2012 гг.
- Томас Йенувайн[англ.], руководитель группы/старший научный сотрудник 1993—2008 гг.
- Ким Нэсмит[англ.], старший научный сотрудник/директор 1989—2003 гг.
- Джулио Суперти-Фурга[англ.], аспирант 1988—1990 гг.
- Франк Ульман[англ.], постдокторант 1997—2000 гг.
- Эрвин Вагнер[англ.], старший научный сотрудник/заместитель директора 1988—2008 гг.
- Мартин Ценке[англ.], руководитель группы 1988—1995 гг.